# FC Valašské Příkazy
Football Club Valašské Příkazy je český fotbalový klub z obce Valašské Příkazy, hrající od sezóny 2014/15 I. A třídu Zlínského kraje (6. nejvyšší soutěž). Klub byl založen v roce 1972.
Své domácí zápasy odehrává na stadionu Valašské Příkazy.

## Umístění v jednotlivých sezonách
Zdroj: 
Stručný přehled
- 2003–2004: I. B třída Zlínského kraje – sk. A
- 2004–2006: I. A třída Zlínského kraje – sk. A
- 2006–2008: Přebor Zlínského kraje
- 2008–2011: I. A třída Zlínského kraje – sk. A
- 2011–2012: Okresní přebor Vsetínska
- 2012–2014: I. B třída Zlínského kraje – sk. A
- 2014–2024: I. A třída Zlínského kraje – sk. A
- 2024–: I. B třída Zlínského kraje – sk. A

Jednotlivé ročníky
Legenda: Z - zápasy, V - výhry, R - remízy, P - porážky, VG - vstřelené góly, OG - obdržené góly, +/- - rozdíl skóre, B - body, červené podbarvení - sestup, zelené podbarvení - postup, fialové podbarvení - reorganizace, změna skupiny či soutěže
| Česko (2003 – ) |                                    |        |    |    |       |    |    |    |     |    |        |
| Sezóny          | Liga                               | Úroveň | Z  | V  | R     | P  | VG | OG | +/- | B  | Pozice |
| 2003/04         | I. B třída Zlínského kraje – sk. A | 7      | 26 | 19 | 3     | 4  | 73 | 35 | +38 | 60 | 1.     |
| 2004/05         | I. A třída Zlínského kraje – sk. A | 6      | 26 | 11 | 6     | 9  | 71 | 40 | +31 | 39 | 5.     |
| 2005/06         | I. A třída Zlínského kraje – sk. A | 6      | 26 | 18 | 5     | 3  | 82 | 28 | +54 | 59 | 1.     |
| 2006/07         | Přebor Zlínského kraje             | 5      | 28 | 13 | 6     | 9  | 66 | 39 | +27 | 45 | 6.     |
| 2007/08         | Přebor Zlínského kraje             | 5      | 30 | 6  | 8     | 16 | 42 | 77 | -35 | 26 | 15.    |
| 2008/09         | I. B třída Zlínského kraje – sk. A | 7      | 26 | 6  | 7     | 13 | 43 | 58 | -15 | 25 | 13.    |
| 2009/10         | I. B třída Zlínského kraje – sk. A | 7      | 26 | 13 | 9     | 4  | 62 | 37 | +25 | 48 | 2.     |
| 2010/11         | I. B třída Zlínského kraje – sk. A | 7      | 26 | 6  | 7     | 13 | 32 | 43 | -11 | 25 | 13.    |
| 2011/12         | Okresní přebor Vsetínska           | 8      | 26 | 16 | 4     | 6  | 74 | 47 | +27 | 52 | 1.     |
| 2012/13         | I. B třída Zlínského kraje – sk. A | 7      | 26 | 10 | 3     | 13 | 49 | 55 | -6  | 33 | 9.     |
| 2013/14         | I. B třída Zlínského kraje – sk. A | 7      | 26 | 17 | 3     | 6  | 63 | 30 | +33 | 54 | 2.     |
| 2014/15         | I. A třída Zlínského kraje – sk. A | 6      | 26 | 13 | 2 / 2 | 9  | 56 | 45 | +11 | 45 | 4.     |
| 2015/16         | I. A třída Zlínského kraje – sk. A | 6      | 26 | 11 | 0 / 3 | 12 | 46 | 43 | +3  | 36 | 10.    |
| 2016/17         | I. A třída Zlínského kraje – sk. A | 6      | 26 | 12 | 1 / 2 | 11 | 72 | 63 | +9  | 40 | 6.     |
| 2017/18         | I. A třída Zlínského kraje – sk. A | 6      | 24 | 11 | 0 / 3 | 10 | 61 | 55 | +6  | 36 | 6.     |
| 2018/19         | I. A třída Zlínského kraje – sk. A | 6      | 26 | 13 | 6     | 7  | 52 | 43 | +9  | 46 | 5.     |
| 2019/20         | I. A třída Zlínského kraje – sk. A | 6      | 13 | 3  | 3     | 7  | 32 | 36 | -4  | 13 | 11.    |
| 2020/21         | I. A třída Zlínského kraje – sk. A | 6      | 8  | 2  | 0     | 6  | 14 | 22 | -8  | 6  | 12.    |
| 2021/22         | I. A třída Zlínského kraje – sk. A | 6      | 26 | 5  | 7     | 14 | 30 | 59 | -29 | 22 | 13.    |
| 2022/23         | I. A třída Zlínského kraje – sk. A | 6      | 26 | 12 | 5     | 9  | 73 | 69 | +4  | 41 | 4.     |
| 2023/24         | I. A třída Zlínského kraje – sk. A | 6      | 26 | 3  | 4     | 19 | 43 | 89 | -46 | 13 | 14.    |
| 2024/25         | I. B třída Zlínského kraje – sk. A | 7      | 26 | 13 | 1     | 12 | 68 | 98 | -30 | 40 | 6.     |

Poznámka:
- Od sezony 2014/15 se ve Zlínském kraji hraje tímto způsobem: Pokud zápas skončí nerozhodně, kope se penaltový rozstřel. Jeho vítěz bere 2 body, poražený pak jeden bod. Za výhru po 90 minutách jsou 3 body, za prohru po 90 minutách není žádný bod.
- 2019/20: Sezona nedohrána kvůli pandemii covidu-19.
- 2020/21: Sezona nedohrána kvůli pandemii covidu-19.